# K'akhi Asatiani
Kakhi Šalvovič Asatiani (in georgiano კახი ასათიანი?, in russo Кахи Шалвович Асатиани?; Telavi, 1º gennaio 1947 – Tbilisi, 20 novembre 2002) è stato un politico, allenatore di calcio, calciatore e dirigente d'azienda sovietico, dal 1991 georgiano, di ruolo centrocampista.
Intrapresa l'attività dirigenziale dopo l'indipendenza della Georgia, fu ucciso nel 2002 in un attentato.

## Carriera

### Giocatore

#### Club
Trascorse tutta la sua carriera di giocatore nella Dinamo Tbilisi, compagine dell'allora Repubblica Socialista di Georgia che militava nel campionato sovietico; in 11 stagioni, dal 1965 al 1975, disputò 218 incontri realizzando 27 goal.

#### Nazionale
In Nazionale sovietica esordì nel 1968, e fece parte della rosa che partecipò alla fase finale del campionato d'Europa 1968 in Italia, classificandosi al quarto posto finale; due anni più tardi fu presente al campionato del mondo 1970 in Messico,in cui per altro passò alla storia a livello personale, diventando il primo calciatore della storia a ricevere un cartellino giallo, giungerà con l'Unione Sovietica fino ai quarti di finale.
Tra il 1968 e il 1972 totalizzò 16 presenze in nazionale con 5 reti all'attivo.

### Allenatore
Dopo il ritiro da calciatore intraprese l'attività di allenatore; diresse in due riprese la stessa Dinamo Tbilisi, dal 1978 al 1982 e poi una seconda volta nel 1987.

### Attività politica e dirigenziale
Dopo lo scioglimento dell'URSS e la trasformazione della Georgia da Repubblica satellite di Mosca in Paese indipendente, Asatiani ebbe una breve esperienza politica, nelle vesti di ministro del Turismo e dello Sport del neonato Stato dal 1999 al 2000.
Successivamente divenne vicepresidente della compagnia aerea Airzena (oggi Georgian Airways); fu mentre ricopriva tale incarico che, il 20 novembre 2002, Asatiani fu ucciso a Tbilisi da alcuni colpi di pistola sparatigli da ignoti mentre si trovava al volante della propria auto; secondo gli inquirenti l'omicidio è legato all'attività dirigenziale della vittima.

## Palmarès

### Competizioni nazionali
- Campionato sovietico: 1

Dinamo Tbilisi: 1978
- Coppa dell'URSS: 1

Dinamo Tbilisi: 1979

### Competizioni internazionali
- Coppa delle Coppe: 1

Dinamo Tbilisi: 1980-1981